# 马丁斯上校镇
马丁斯上校镇是巴西圣卡塔琳娜州的一个市镇。总面积107.408平方公里，总人口2481人，人口密度23.1人/平方公里。